# بان بيضوي الأوراق
بان بيضوي الأوراق (الاسم العلمي: Moringa ovalifolia) هي نوع نباتي يتبع جنس البان من الفصيلة البانية.  